# فرودگاه تناجیب
فرودگاه تناجیب (به انگلیسی: Tanajib Airport) یک فرودگاه خصوصی است که یک باند فرود آسفالت دارد و طول باند آن ۲۴۴۰ متر است. این فرودگاه در شهر تناجیب کشور عربستان سعودی قرار دارد و در ارتفاع ۶ متری از سطح دریا واقع شده است.